# Patrik Lundqvist
Patrik Lundqvist (* 3. Juni 1991) ist ein schwedischer Badmintonspieler. 

## Karriere
Patrik Lundqvist wurde 2013 nationaler Meister im Herrendoppel in Schweden. Ein Jahr später gewann er in der gleichen Disziplin Bronze. 2012 und 2014 startete er bei den Badminton-Europameisterschaften. Bei den Slovak International 2010, den Polish Open 2012 und den Bulgarian International 2012 belegte er jeweils Rang drei, bei den Kharkov International 2012 Rang zwei.